# Томас Фридман
Томас Фридман (роден на 20 юли 1953) е американки журналист, трикратен носител наградата „Пулицър“.
Фридман към настоящия момент е седмичен колумнист на Ню Йорк Таймс. Темите са външна политика, международна търговия, Близкия Изток, глобализацията и проблемите свързани с околната среда.